# James P. Maher
James Paul Maher (ur. 3 listopada 1865 w Brooklynie, zm. 31 lipca 1946 w Keansburg w New Jersey) – amerykański polityk, członek Partii Demokratycznej.

## Działalność polityczna
W okresie od 4 marca 1911 do 3 marca 1913 przez jedną kadencję był przedstawicielem 3. okręgu, następnie od 4 marca 1913 do 3 marca 1919 przez trzy kadencje przedstawicielem 5. okręgu, a od 4 marca 1919 do 3 marca 1921 przez jedną kadencję przedstawicielem 7. okręgu wyborczego w stanie Nowy Jork w Izbie Reprezentantów Stanów Zjednoczonych. W 1926 został wybrany burmistrzem Keansburg w New Jersey.